# Svenska mästerskapen i längdskidåkning 1933
Svenska mästerskapen i längdskidåkning 1933 arrangerades i Boden.

## Medaljörer, resultat

### Herrar
| Gren             | Guld                 | Guld           | Silver            | Silver      | Brons             | Brons       |
| 15 km            | Lars-Theodor Jonsson | Wäija-Dynäs IF | Sven Utterström   | Bodens BK   | Hjalmar Bergström | Sandviks IK |
| 30 km            | Sven Utterström      | Bodens BK      | Hjalmar Bergström | Sandviks IK | Ivan Lindgren     | Lycksele IF |
| 50 km            | John Lindgren        | Lycksele IF    | Ivan Lindgren     | Lycksele IF | Herbert Nenzén    | Kramfors IF |
| Lagtävling 15 km | Bodens BK            | Bodens BK      |                   |             |                   |             |
| Lagtävling 30 km | Bodens BK            | Bodens BK      |                   |             |                   |             |
| Lagtävling 50 km | Luleå SK             | Luleå SK       |                   |             |                   |             |

### Damer
| Gren             | Guld                                                        | Guld                                                        | Guld  | Silver          | Silver       | Silver | Brons           | Brons          | Brons |
| 10 km            | Elsa Jonzon                                                 | Delsbo IF                                                   | 54:44 | Margit Franklin | Lycksele IF  | 56:08  | Greta Johansson | Vännäs SK      | 57:04 |
| Lagtävling 10 km | Vännäs SK (Greta Johansson, Anna Österberg, Elsa Bäckström) | Vännäs SK (Greta Johansson, Anna Österberg, Elsa Bäckström) |       | Haparanda SK    | Haparanda SK |        | Arvidsjaurs IF  | Arvidsjaurs IF |       |

### Webbkällor
- Svenska Skidförbundet